# ويندي بارلو
ويندي بارلو هي لاعب كرة مضرب كندية، ولدت في 7 مايو 1960.

## وصلات خارجية
- ويندي بارلو على موقع رابطة محترفات التنس (الإنجليزية)
- ويندي بارلو على موقع الاتحاد الدولي لكرة المضرب (الإنجليزية)
- ويندي بارلو على موقع خلاصة التنس.كوم (الإنجليزية)